# Saint-Christophe-et-Niévès
Pour les articles homonymes, voir Saint-Christophe et Nieves (homonymie).
Fédération de Saint-Christophe-et-Niévès
(en) Federation of Saint Kitts and Nevis 
Saint-Christophe-et-Niévès, Saint-Christophe-et-Nevis ou Saint-Kitts-et-Nevis, en forme longue la fédération de Saint-Christophe-et-Niévès,, en anglais : Saint Kitts and Nevis et Federation of Saint Kitts and Nevis (/seɪnt ˌkɪts ænd ˈniːvɪs/), est un État situé dans les Petites Antilles, en mer des Caraïbes, composé des îles Saint-Christophe et Niévès, associées sous forme de fédération. D'une superficie de 261 km2, Saint-Christophe-et-Niévès est le plus petit pays d'Amérique.
La capitale et le siège du gouvernement est Basseterre sur l'île de Saint-Christophe. Niévès se trouve à environ 3 km au sud-est de Saint-Christophe, séparé par un chenal peu profond appelé The Narrows (« Les Détroits »). Basseterre se situe à 78 km au nord-ouest de Brades, la capitale de facto de Montserrat, et à 95 km à l'ouest-nord-ouest de Saint John's, la capitale d'Antigua-et-Barbuda.
Historiquement, la dépendance britannique d'Anguilla a également fait partie de cette union, qui était alors connue collectivement comme Saint-Christophe-Niévès-Anguilla. Saint-Christophe-et-Niévès fait géographiquement partie des îles du Vent. Au nord-nord-ouest se trouvent les îles de Saint-Eustache, Saba, Saint-Barthélemy et Saint-Martin. À l'est et au nord-est se trouvent les îles d'Antigua-et-Barbuda, au sud-est la petite île inhabitée de Redonda et l'île de Montserrat, qui possède un volcan actif (voir la Soufrière).
Saint-Christophe-et-Niévès a été parmi les premières îles des Caraïbes colonisées par les Européens. Saint-Kitts a accueilli les premières colonies britanniques et françaises dans les Caraïbes.
Saint-Christophe-et-Niévès est membre de l'Alliance bolivarienne pour les Amériques (ALBA) depuis le 14 décembre 2014.

## Étymologie
L'île de Saint-Kitts (ou Saint-Christophe) était nommée Liamuiga par les natifs Kalinago qui l'habitaient. Ce nom, à peu près traduit en français, signifie « terre fertile », un témoignage d'une île riche en sol volcanique et ainsi productive.
Le nom précolombien de Niévès était Oualie qui est traduit par « la terre aux belles eaux », référence vraisemblablement au jaillissement sur l'île de nombreuses sources d'eaux douces chaudes et volcaniques.
En 1498, Christophe Colomb, apercevant ce qui est aujourd'hui Nevis, a donné à cette île le nom de San Martin (Saint-Martin). Cependant, la confusion avec de nombreuses petites îles et qui plus est mal cartographiées dans les îles des îles Sous-le-Vent, fait que le nom a fini par être accidentellement transféré à une autre île, celle que nous connaissons maintenant et qui est partagée entre deux États, la France et les Pays-Bas : l'île de Saint-Martin.[réf. nécessaire]
Le nom actuel Niévès est dérivé d'un nom espagnol Nuestra Señora de las Nieves (le nom original était de l'espagnol archaïque Noestra Siñora de las Neves), par un processus d'anglicisation. Ce nom espagnol signifie « Notre-Dame-des-Neiges ». On ne sait pas qui a choisi ce nom pour l'île, mais il fait référence à l'histoire d'un miracle qui eut lieu durant le IVe siècle ap. J.-C. : une chute de neige sur l'Esquilin à Rome. On peut supposer que les nuages blancs qui habituellement enguirlandent le sommet du Nevis Peak (en) ont rappelé une chute de neige miraculeuse dans un climat chaud. L'île de Nevis, au moment de l'installation des Britanniques, a d'abord été dénommée Dulcina, un nom qui signifie « la Douce ». Son nom d'origine espagnole, Nuestra Señora de las Nieves, a finalement été maintenu mais fut rapidement réduit à Nevis.

## Histoire

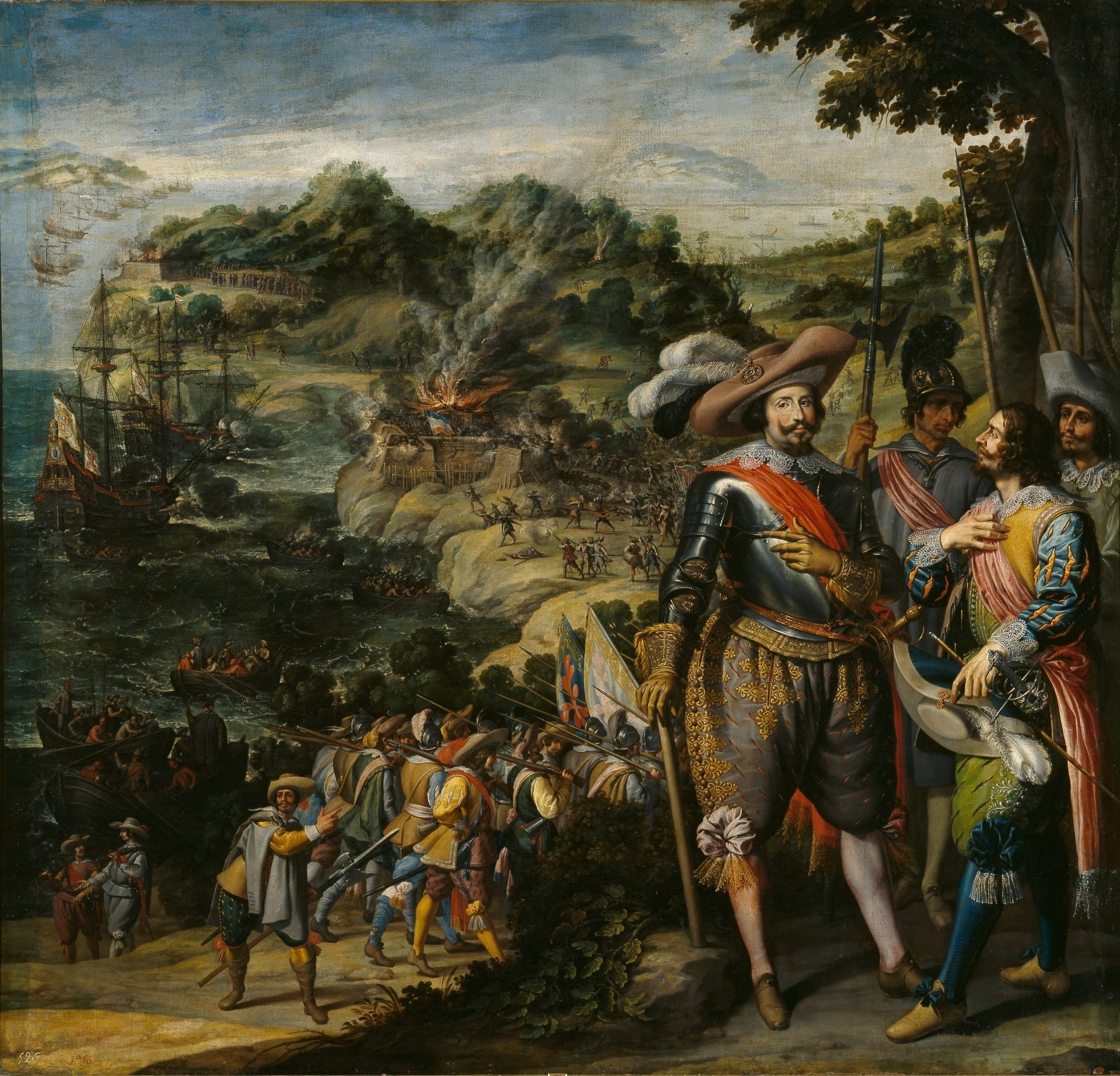
Débarquement des Espagnols à Saint-Kitts en 1629.

Christophe Colomb arrive sur ces îles en 1493. L'île de Saint-Christophe est brièvement colonisée à partir de 1538 par des huguenots français avant qu'ils n'en soient chassés par les Espagnols. Une colonie anglaise est fondée à proximité en bonne entente en 1624 par le capitaine Thomas Warner. Après de bonnes relations initiales, les colons massacrent deux ans plus tard les derniers Kalinago.
Par la suite, la France et la Grande-Bretagne continuent de se disputer Saint-Christophe, et c'est cette dernière qui en prend le contrôle définitif en 1713.
En 1967, Saint-Christophe-et-Niévès devient, avec Anguilla, un État associé à la couronne britannique, Saint-Christophe-Niévès-Anguilla, avec une totale autonomie interne. Mais en 1971, Anguilla se rebelle et obtient le droit de faire sécession.
En 1981, Saint-Christophe-et-Niévès adhère à l'Organisation des États de la Caraïbe orientale (OECO).
Saint-Christophe-et-Niévès parvient à l'indépendance le 19 septembre 1983, en tant que royaume du Commonwealth.
En août 1998, un référendum tenu à Niévès pour se séparer de Saint-Christophe manque de peu d'atteindre la majorité des deux tiers requise.
Le pays s'est illustré ces dernières années dans le domaine de l'athlétisme. En 2003, le sprinteur Kim Collins a remporté le 100 mètres lors des championnats du monde d'athlétisme à Saint-Denis, en France. En septembre 2011, Kim Collins a remporté la médaille de bronze sur 100 m et il l'a également remportée avec les relayeurs du 4 × 100 m lors des championnats du monde de Daegu.

## Géographie

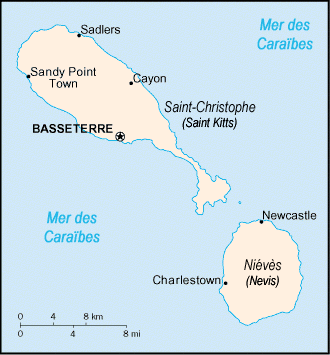
Carte de Saint-Christophe-et-Niévès.

Saint-Christophe-et-Niévès est le plus petit État souverain de l'hémisphère occidental, tant en termes de superficie que de population.

## Économie
Le taux d'endettement public est de l'ordre de 63 % du PIB en 2017 alors qu'il était de 154 % en 2011.
Saint-Christophe-et-Niévès est une fédération de deux îles dont l'économie est caractérisée par son tourisme dominant, son agriculture et son industrie manufacturière légère. Le sucre était la principale source d'exportation en 1640, mais les coûts de production élevés, la faiblesse des prix du marché mondial et les efforts du gouvernement pour réduire la dépendance à ce sujet ont conduit peu à peu à une diversification importante du secteur agricole.
Fin septembre 1998, l'ouragan Georges causa environ 445 millions de dollars de dégâts et limita la croissance du PNB pour l'année.
En 2005, le gouvernement a décidé de fermer la compagnie sucrière appartenant à l'État, qui avait subi beaucoup de pertes et qui avait grandement contribué au déficit budgétaire. Les anciennes plantations de cannes à sucre dominent toujours le paysage de Saint-Christophe-et-Niévès, mais beaucoup de champs de cannes ont été brûlés pour faire place à l'aménagement du territoire, en particulier sur le côté nord de l'île, dans les paroisses de Saint John Capisterre et Christchurch. L'agriculture, le tourisme, le secteur manufacturier d'exportation et les secteurs bancaires (paradis fiscal) sont en cours de développement et occupent désormais le rôle le plus important dans l'économie du pays. La croissance du secteur du tourisme est devenue la principale source de devises pour le pays. Ce dernier a également permis de développer une industrie de l'habillement, ainsi que de l'électronique : cela donne au pays une place prépondérante dans les Caraïbes dans ces domaines.
En avril 2009, les membres du G20 ont mis Saint-Christophe-et-Niévès sur la liste grise des paradis fiscaux. À la suite des engagements mis en œuvre par le gouvernement, le pays a été retiré en 2020 par le Conseil de l'Europe de la liste de l'UE des pays et territoires non coopératifs à des fins fiscales (Annexe II). C'est également un pavillon de complaisance.

## Démographie

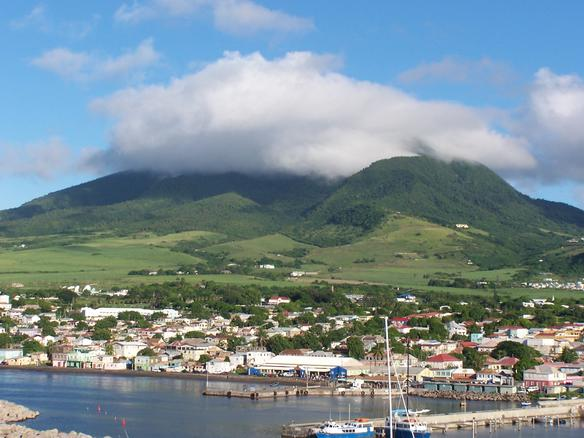
Basseterre.

La population est estimée à 52 329 habitants en 2016. Plus de 90 % des habitants sont des Afro-Caribéens.

## Culture
- ZIZ TV
- Culture of Saint Kitts and Nevis (en)
- Música de San Cristóbal y Nieves (es)
- Caryl Phillips (1958-)

## Patrimoines civil et religieux

### Patrimoine civil

#### Liste du patrimoine mondial
Le programme patrimoine mondial (UNESCO, 1971) a inscrit dans sa liste du patrimoine mondial (au 17/01/2016) : liste du patrimoine mondial à Saint-Christophe-et-Niévès.

#### Musées

##### Île de Saint-Christophe
- Le musée national de Saint-Christophe-et-Niévès à Basseterre

##### Île de Niévès
- Le musée d'histoire de Niévès à Charlestown
- Le musée Horatio-Nelson à Charlestown
- La maison Hamilton à Charlestown, lieu de naissance d'Alexander Hamilton.
- Le village historique névicien à Gingerland

#### Monuments
- Le mémorial Berkeley, à Basseterre
- Le mémorial de la Guerre à Basseterre honore les soldats christophiens morts au combat lors des guerres mondiales.
- La place de l'Indépendance, à Basseterre
- L'hôtel du Gouvernement, à Basseterre

#### Fortifications

##### Île de Niévès
- Le fort Charles à Charlestown, qui fonctionna du milieu du XVIIe siècle au milieu du XIXe siècle et qui permit la défense de Niévès ;
- Le fort Codrington, construit pendant la guerre de la Ligue d'Augsbourg pour protéger Niévès des attaques françaises, des pirates et des corsaires.

#### Domaines, plantation et jardins

##### Île de Saint-Christophe
- Le domaine de Bayfords à Basseterre, fondé au début du XVIIIe siècle
- Le domaine de Buckley à Basseterre, fondé au XVIIIe siècle
- Le domaine de Douglas à Basseterre, fondé au XVIIe siècle
- Le domaine de Fountain à Basseterre, fondé au XVIIe siècle
- La plantation de Spooners à Cayon
- Le domaine de Caines à Dieppe Bay Town

##### Île de Niévès
- Le domaine de Montravers à Charlestown
- Le domaine de Golden Rock à Gingerland, autrefois une plantation de canne à sucre et aujourd'hui un hôtel de luxe.
- Les jardins botaniques de Niévès à Pond Hill, un conservatoire de la forêt tropicale et des plus belles fleurs (anthuriums, balisiers[Lequel ?], roses de porcelaine, etc.)

### Patrimoine religieux

#### Île de Saint-Christophe
- La co-cathédrale de l'Immaculée-Conception à Basseterre
- L'église Saint-Georges à Basseterre
- L'église morave de Sion, fondée en 1777
- La chapelle Westley, fondée par missionnaires méthodistes au XVIIIe siècle
- La chapelle Saint-Barnabé à Basseterre
- L'église Saint-Thomas à Middle Island

#### Île de Niévès
- L'église Saint-Jacques à Camps
- L'église Saint-Jean-du-Figuier à Church Ground
- L'église méthodiste à Charlestown, une des plus grandes églises de Niévès pouvant accueillir jusqu'à 1500 fidèles
- L'église Saint-Paul à Charlestown, construite vers 1830 et est généralement considérée comme une des cinq premières églises de Niévès
- L'église méthodiste à Gingerland, inaugurée en 1801 puis reconstruite dans les années 1930.
- L'église Cottle à Rawlins
- L'église Saint-Thomas à Jessup's Village

### Registre international Mémoire du monde
Le programme Mémoire du monde (UNESCO, 1992) a inscrit dans son registre international Mémoire du monde (au 17/01/2016) :
- 2009 : registres des esclaves des Antilles britanniques 1817 – 1834 (Bahamas, Belize, Bermuda, Dominique, Jamaïque, St Kitts, Trinité-et-Tobago, Royaume-Uni)[11].